# Chris Paul
Pour les articles homonymes, voir Paul.
Chris Paul, de son nom complet Christopher Paul, né le 6 mai 1985 à Winston-Salem en Caroline du Nord, est un joueur américain de basket-ball évoluant au poste de meneur aux Clippers de Los Angeles.
Il est élu rookie de l'année (meilleur joueur pour sa première saison en NBA) en 2006. Chris Paul est l’un des meilleurs passeurs de l’histoire de la NBA. Son numéro de maillot est le 3 en référence à Allen Iverson. Dans sa biographie, Chris Paul explique que son surnom “CP3” vient du fait que son père et son frère aîné sont surnommés respectivement “CP1” et “CP2”. Il est élu MVP au NBA All-Star Game 2013.

## Biographie

### High Schoolet université
Paul a joué pour West Forsyth High School. Il participe au McDonald's All-American Team en 2003 et est nommé « North Carolina's Mr. Basketball » par le Charlotte Observer. 
Le 15 novembre 2002, Paul marque 61 points dans un match en l'honneur de son grand-père, Nathaniel Jones, mort à 61 ans le jour précédent, tué par des cambrioleurs. Paul atteignit les 61 points sur un panier avec la faute. Il manqua intentionnellement son lancer-franc pour rester à ce score et demande à sortir en rejoignant le banc de son propre chef.
Il rejoint les Demon Deacons de l'université de Wake Forest. Dès sa saison de Freshman, première année en universitaire, lors de la saison 2003-2004, il obtient des statistiques de 14,8 points, 3,3 rebonds et 5,9 passes en 33,6 minutes. Il est ainsi le meilleur intercepteur de l'Atlantic Coast Conference (ACC), troisième au niveau des passes et dixième au niveau des points. Il obtient ainsi le titre de ACC Rookie of the Year, débutant de l'année de l'ACC et figure dans le troisième cinq de cette conférence et dans le premier cinq de l'ACC (ACC All-Defensive Team). Cela lui octroie également une reconnaissance au niveau national, certains organismes ou médias le désignant National Freshman of the Year, débutant de l'année. Lors de sa seconde saison, ses statistiques sont de 15,3 points, 4,5 rebonds et 6,6 passes. Il figure pour la seconde saison consécutive dans la ACC All-Defensive Team. Il est également élu dans la All-Atlantic Coast Conference (ACC) First Team et est également élu dans la All America First Team. Après avoir atteint le Sweet sixteen (demi-finale régionale) lors de la saison précédente, il conduit son équipe à une apparition au tournoi final du championnat NCAA.
Au total, Chris Paul dispute deux saisons avec les Demon Deacons avec un bilan de 948 points soit 15,0 points de moyenne, 245 rebonds (3,9), 395 passes (6,3) et 160 interceptions (2,5). Durant sa présence, l'université remporte 48 victoires pour 16 défaites.

### Carrière professionnelle

#### Hornets de La Nouvelle-Orléans (2005-2011)

##### Saison 2005-2006
Paul est choisi en quatrième position au premier tour de la Draft 2005 de la NBA par les Hornets de La Nouvelle-Orléans, derrière Andrew Bogut, Marvin Williams et Deron Williams. Pour sa première saison dans la ligue, il est choisi pour participer au rookie Challenge 2006. Lors de celui-ci, ses statistiques sont de 8 points et 11 passes en 28 minutes. Avec des statistiques de 16,1 points, 7,8 passes décisives et 2,2 interceptions, il termine sa première saison en tête des classements des Rookies dans de nombreuses catégories statistiques: aux points, aux passes décisives, interceptions et en minutes de jeu. Après avoir été nommé meilleur Rookie de sa conférence tous les mois de la saison NBA 2005-2006, ce qui n'a été réalisé dans le passé que par Ralph Sampson, David Robinson, Tim Duncan, LeBron James et Carmelo Anthony, il est nommé dans la sélection NBA All Rookie First Team à l'unanimité et NBA Rookie of the Year, meilleur débutant NBA de l'année, avec le troisieme 
pourcentage de première place derrière David Robinson et Blake Griffin
Il réalise le premier triple double de sa carrière, avec 24 points, 12 passes et 12 rebonds lors d'une victoire le 2 avril 2006 en double prolongation 120 à 113 face aux Raptors de Toronto.

##### Saison 2006-2007
En 2006-2007, il réalise de bonnes statistiques en saison régulière (17,3 points 8,9 passes décisives 4,4 rebonds et 1,8 interception). Grâce à celles-ci, Chris Paul est retenu pour la deuxième fois au Rookie Challenge, match entre les rookies (première saison en NBA) et les sophomores (deuxième saison NBA) en tant que sophomore. Lors de celui-ci, disputé le 16 février 2007 à Las Vegas, il distribue 17 passes décisives et fait 9 interceptions. Ces deux statistiques sont le record pour un Rookie Challenge, record qui est ensuite battu en 2011 par John Wall avec 22 passes.

##### Saison 2007-2008
Lors de la saison NBA 2007-2008, Chris Paul réalise d'excellentes statistiques (21,1 points, 11,6 passes décisives 4 rebonds et 2,7 interceptions par match) ce qui lui permet d'être candidat pour le titre de Most Valuable Player (MVP) mais il termine deuxième juste derrière Kobe Bryant, avec 894 points contre 1 000 pour le joueur des Lakers. Néanmoins il termine meilleur passeur de la saison régulière devant Steve Nash, avec 11,6 et meilleur intercepteur devant Ron Artest avec 2,7. Ses statistiques lui octroient une nomination dans la All-NBA Team, dans le premier cinq, constitué également de Kevin Garnett, LeBron James, Dwight Howard et Kobe Bryant. Il est également présent dans le second cinq de la All-Defensive Team. Paul participe à son premier All-Star Game, à La Nouvelle-Orléans, en tant que remplaçant où il effectue une bonne prestation avec 16 points et 14 passes. À la fin de la saison régulière les Hornets se qualifient pour les play-offs en terminant deuxième de la conférence Ouest à une victoire des Lakers. Les Hornets se qualifient aux dépens des Mavericks de Dallas 4 à 1 pour les demi-finales de la conférence Ouest. Lors du premier match, qui était aussi le premier match en playoffs pour Chris Paul, les Hornets, mal embarqués, doivent en partie leur victoire finale à l'excellente performance de leur meneur (35 points, 10 passes décisives et 4 interceptions). Il récidive lors du match 2 avec 32 points et 17 passes décisives. Lors du match 5, les Hornets achèvent les Mavericks, bien aidés par les 25 points de David West ainsi que le triple double de CP3 (24 points, 11 rebonds et 15 passes décisives). Les Hornets se font éliminer au tour suivant par les San Antonio Spurs, 4 à 3, sur une dernière défaite 91 à 82 à La Nouvelle-Orléans . Lors de ces play-offs, ses statistiques sont de 24,1 points, 4,9 rebonds et 11,3 passes, dont 30 points et 12 passes et 35 points et 9 passes lors des seconde et troisième rencontres contre les Spurs.

##### Saison 2008-2009

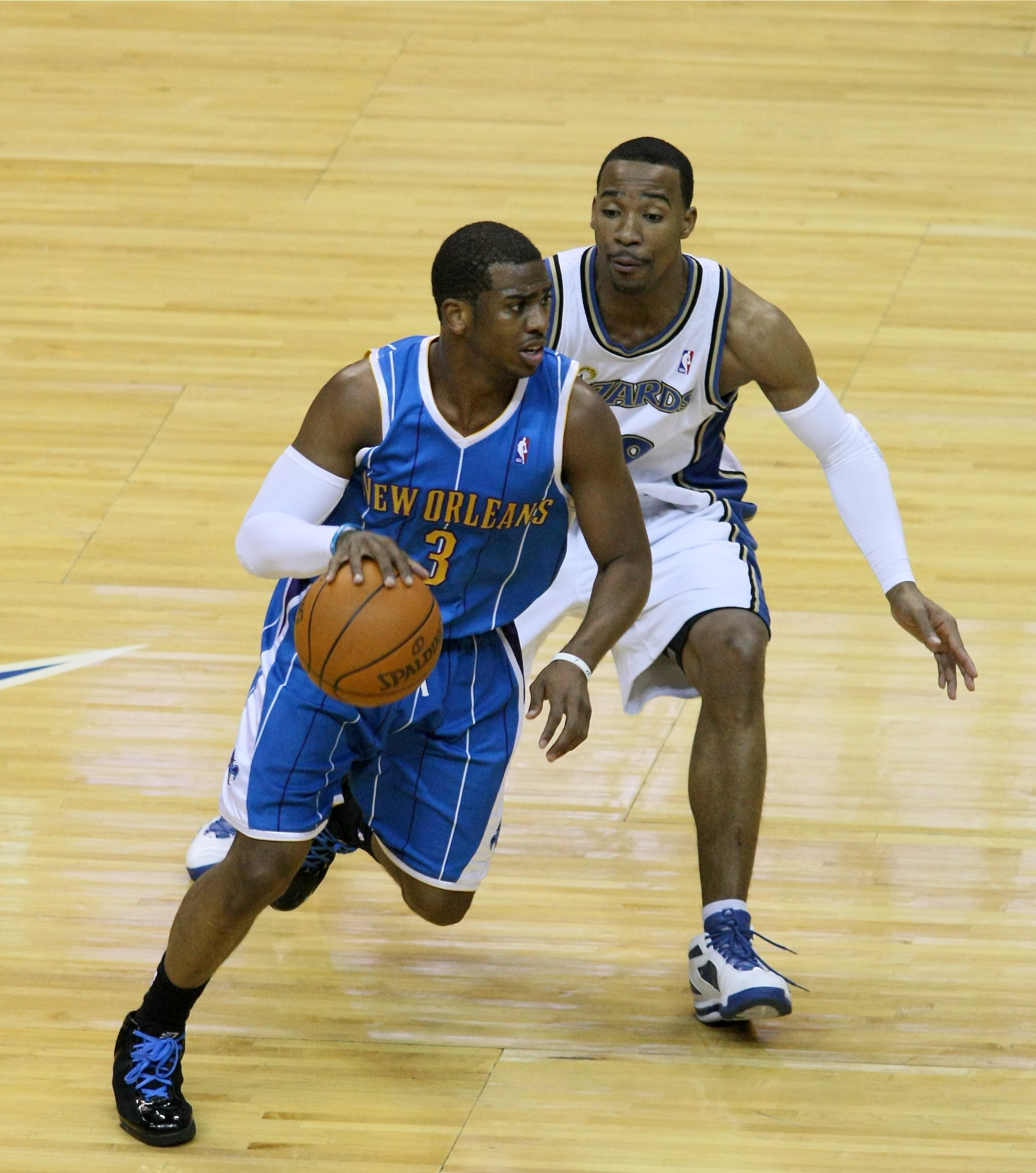
Chris Paul en 2009

Chris Paul réussit sa meilleure saison statistiquement (22,8 points, 11,1 passes décisives, 5,5 rebonds et 2,8 interceptions) mais les Hornets finissent la saison en septième position et sont éliminés dès le premier tour des playoffs NBA 2009 par les Denver Nuggets 4-1. Paul est le meilleur passeur et Le meilleur intercepteur de la saison. Il obtient sa deuxième nomination dans une équipe de la All-NBA Team, le deuxième cinq. Il est également nommé dans le premier cinq de la All-NBA Defensive Team, place due en partie à sa place en tête du classement des interceptions. Avec 192 points, il termine à la cinquième place du vote déterminant le MVP de la saison 2009, titre qui est finalement remporté pour la première fois de sa carrière par LeBron James.
Durant cette saison, il dépasse le record 105 de rencontres consécutives avec au moins une interception détenu depuis 22 ans par Alvin Robertson. Il porte finalement ce record à 108.

##### Saison 2009-2010
Les Hornets débutent la saison 2009-2010 par un bilan de trois victoires pour six défaites lorsque Chris Paul subit une entorse de la cheville gauche contre les Trail Blazers de Portland, ce qui l'oblige à déclarer forfait pour les huit matchs suivants. Il fait son retour sur les parquets le 9 décembre. Les Hornets remportent alors 18 victoires sur les 28 rencontres suivantes, dont une série de six victoires consécutives. Il obtient sa troisième nomination pour le All-Star Game en tant que second meneur. Il termine au troisième rang des votes pour les postes d'arrière de la sélection de l'Ouest avec 1 055 789 voix derrière Kobe Bryant et Steve Nash.
Après s'être tordu le genou lors de deux matchs consécutifs à la fin de janvier, une IRM révèle une déchirure du ménisque au genou gauche. Le 4 février, un célèbre médecin spécialisé dans le sport, James Andrew, réalise une arthroscopie. Paul est privé de huit semaines de compétition, soit 25 matchs. Il doit également déclarer forfait pour le All-Star Game où il est remplacé par Chauncey Billups. Ses statistiques sont alors de 20,4 points et 11,2 passes. Il fait son retour le 22 mars contre les Bulls de Chicago mais cela se révèle insuffisant pour que les Hornets, qui présentent un bilan de 37 victoires pour 45 défaites, accèdent aux play-offs. Les statistiques sur la saison de Paul sont de 18,7 points, 10,7 passes, 4,2 rebonds et 2,1 interceptions.

##### Saison 2010-2011
Chris Paul participe pour la quatrième fois consécutive au NBA All-Star Game.
Le 6 mars 2011, il se blesse contre les Cavaliers de Cleveland. Il qualifie les Hornets pour les playoffs, où ils rencontrent les Los Angeles Lakers. Malgré une très bonne performance lors du premier match (33 points, 7 rebonds, 14 passes décisives et 4 interceptions) et un triple-double dans le quatrième (27 points, 13 rebonds, 15 passes décisives), New Orleans est éliminé dès le premier tour par les coéquipiers de Kobe Bryant. Chris Paul est alors annoncé dans plusieurs franchises : les Lakers et surtout les New York Knicks.

#### Clippers de Los Angeles (2011-2017)

##### Saison 2011-2012

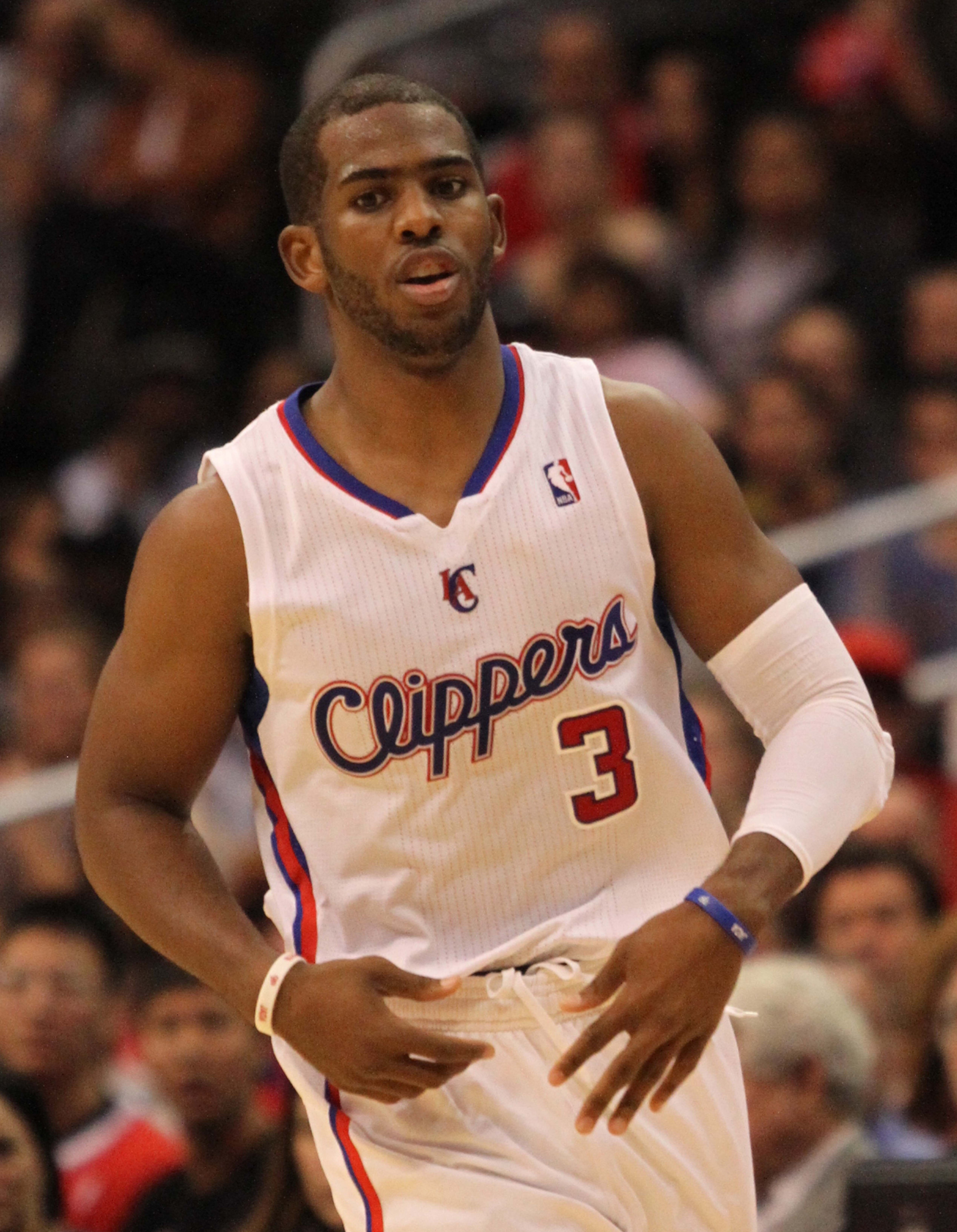
Chris Paul en novembre 2013

Chris Paul ayant annoncé qu'il ne désirait pas prolonger sa carrière avec les Hornets au terme de son contrat, qui se termine en 2012, les Hornets ont l'ambition de réaliser un transfert après le lock-out afin d'obtenir une compensation à son départ. Ils réalisent ainsi un premier accord avec les Lakers de Los Angeles et les Rockets de Houston mais celui-ci est finalement annulé par la NBA, propriétaire des Hornets depuis décembre 2010, certains propriétaires faisant pression sur David Stern pour éviter un nouveau regroupement de stars au sein d'une équipe ayant de grands moyens. Quelques jours plus tard, les Hornets parviennent à réaliser un nouveau transfert qui reçoit cette fois l'approbation de la NBA : il rejoint les Clippers de Los Angeles, où évolue Blake Griffin, dans un échange impliquant Eric Gordon, Al-Farouq Aminu, Chris Kaman et un premier tour de draft 2012. Avec des statistiques de 19,8 points, 3,5 rebonds, 9,1 passes décisives, deuxième de la ligue dans cette catégorie, et 2,5 interceptions, premier rang de NBA, il termine troisième lors du vote déterminant le NBA Most Valuable Player, derrière LeBron James et Kevin Durant. Ces performances contribuent à la bonne saison de sa nouvelle équipe qui termine cinquième de la conférence Ouest avec un bilan de 40 victoires pour 26 défaites. Les Clippers accèdent ainsi à nouveau aux playoffs, après six ans d'absence, face aux Grizzlies de Memphis .
Les Clippers s'imposent dès le premier match (99-98), à l'extérieur et après avoir compté un retard de 27 points dans le troisième quart temps, notamment grâce à une passe décisive de Paul et 2 lancers francs décisifs dans la dernière minute du match. Malgré 29 points de Chris Paul, les Clippers s'inclinent lors du deuxième match avant de s'imposer lors des deux matchs suivants disputés à domicile, 87 à 86 puis 101 à 97 en prolongation avec des statistiques de 27 points, 9 rebonds, 7 passes décisives de Chris Paul lors de ce dernier match. Après une victoire à domicile, Memphis s'impose à Los Angeles lors de la sixième rencontre, grâce à une défense axée sur Paul, limité à 11 points, et Griffin, pour obtenir le droit de retourner à Memphis disputer une septième et ultime rencontre. Lors de celle-ci, très accrochée, c'est le banc des Clippers qui fait la différence en début de quatrième quart temps. Les Clippers, également bien aidés par une terrible maladresse des Grizzlies (0 sur 13 à trois points), s'imposent de 10 points, bien aidés par les 19 points de Paul.
Au deuxième tour, les Clippers sont confrontés aux Spurs de San Antonio, de l'entraîneur de l'année, Gregg Popovich, et possédant le meilleur bilan à l'Ouest avec 50 victoires pour 16 défaites. Chris Paul passe à côté des deux premiers matchs - 16 points et 13 pertes de balles cumulées sur ces deux rencontres - remportées aisément par les Spurs. Lors du premier match disputé au Staples Center, Los Angeles compte jusqu'à 24 points d'avance au début du deuxième quart temps, puis ne trouvent plus la moindre solution face à la défense texane. San Antonio prend la tête et creuse l'écart dans le troisième quart temps, un écart que les joueurs conservent jusqu'à la fin. Chris Paul, termine la rencontre sur un double-double, 12 points et 11 passes. Son apport est plus important lors du quatrième match de la série avec 23 points, 6 rebonds et 11 passes, mais il manque deux occasions décisives en fin de rencontre, possibilité de passer en tête à 100-99 puis d'égaliser dans les ultimes secondes à 101-99. Les Spurs s'imposent finalement 102 à 99 et achèvent cette série sèchement 4-0 pour accéder aux finales de Conférence face au Thunder d'Oklahoma City.
Lors du mois de juillet 2012, il refuse une extension de contrat de 60 millions pour trois saisons supplémentaires avec les Clippers, préférant attendre la saison prochaine pour renouveler un contrat qui lui permet alors de toucher le maximum de 108 millions de dollars sur cinq ans.

##### Saison 2012-2013
Chris Paul connait un début de saison perturbé par les blessures, ratant ainsi douze matchs. Malgré son absence, les Clippers de Los Angeles réalisent un bon début de saison, occupant la tête de la Conférence Ouest lorsque son meneur est de retour. Avec le concours de Blake Griffin, il est le principal artisan de la série de dix-sept victoires consécutives de sa franchise qui reste invaincue sur l'ensemble du mois de décembre. Ces bons résultats lui permettent de remporter le titre de joueur Ouest du mois de décembre. Les Clippers sont alors considérés comme de sérieux candidats au titre puisqu'ils ont battu lors de cette saison le Heat de Miami, les Spurs de San Antonio, les Lakers de Los Angeles, les Bulls de Chicago et les Knicks de New York.
À la mi-janvier, Chris Paul est retenu pour être dans le cinq de départ au All-Star Game 2013. Le 18 février 2013, pour sa sixième participation le match des étoiles, il termine avec 20 points et 15 passes décisives en 27 minutes environ. L'équipe de l'Ouest s'impose sur le score de 143-138 face à l'équipe de l'Est. À la suite de ce match, il est élu pour la première fois de sa carrière MVP du All-Star Game.
Les performances de Chris Paul à la mi-saison le placent dans les joueurs cités par la plupart des spécialistes pour l'obtention du titre de NBA Most Valuable Player, meilleur joueur NBA de la saison, les principaux autres candidats étant LeBron James, Kevin Durant et Carmelo Anthony,. Il termine finalement quatrième des votes, le titre étant attribué à LeBron James. Ses statistiques sur la saison sont de 16,9 points, 3,7 rebonds, 9,7 passes et 2,4 interceptions, meilleur moyenne de la ligue dans cette dernière catégorie statistiques.	
Les Clippers terminent la saison régulière avec 56 victoires pour 26 défaites, à la quatrième place de la conférence Ouest à égalité avec Memphis. Toutefois, ils possèdent l'avantage du terrain sur cette dernière franchise pour les playoffs.
Après un premier match remporté 112 à 91 avec 23 points, 7 passes et 2 interceptions de Chris Paul, les Clippers confirment leur bonne forme en s'imposant 93 à 91 lors du deuxième match de la série avec 24 points, 9 passes et 4 rebonds de son meneur qui inscrit le panier de la victoire sur une pénétration à 0,1 seconde du buzzer. Les Grizzlies reviennent à égalité dans la série en s'imposant lors des deux matchs suivant disputés à Memphis, Chris Paul réalisant 8 points, 6 rebonds, 4 passes, 3 interceptions mais aussi 5 balles perdues lors de la première rencontre, puis 19 points et 6 passes décisives lors du quatrième match. Malgré les 35 points de son meneur, 6 rebonds et 4 passes de Chris Paul, Les Clippers s'inclinent à domicile sur le score de 103 à 93 lors du match 5 dans une rencontre où Blake Griffin est handicapé par une entorse. Memphis s'impose dans la sixième rencontre sur le score de 118 à 105, mettant ainsi un terme à la saison des Clippers. Les statistiques de Chris Paul sur la série sont de 22,8 points, 4,0 rebonds, 6,3 passes et 1,8 interception.
Chris Paul est agent libre au terme de cette saison. Il a la possibilité de rester à Los Angeles pour y signer un contrat maximum, 107,3 millions de dollars sur cinq ans.
Durant l'intersaison, Chris Paul devient le 21 août 2013 le quatorzième président élu de l'association des joueurs de la NBA, succédant à Derek Fisher.

##### Saison 2013-2014

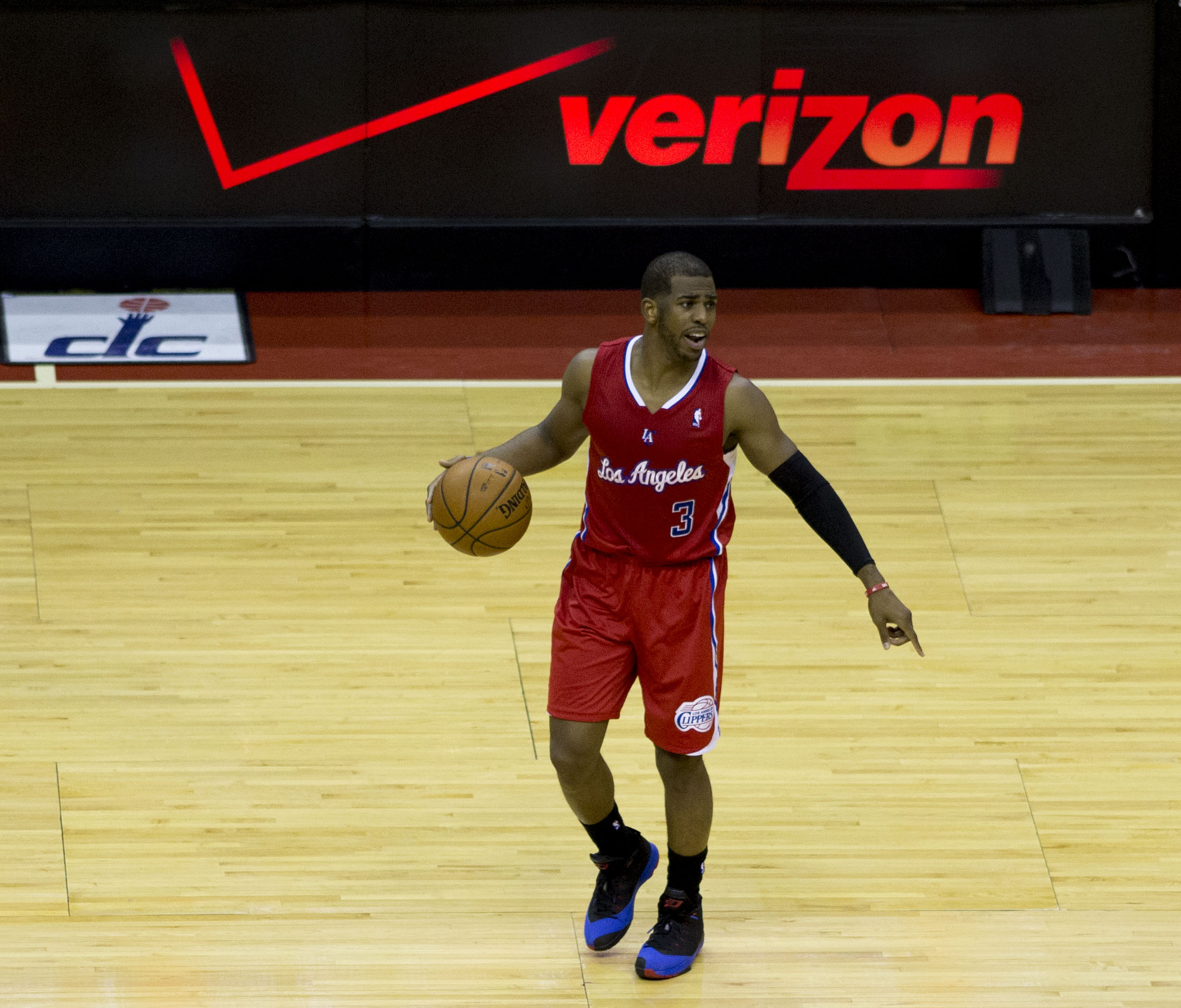
Chris Paul en décembre 2013 sous le maillot des Clippers

Chris Paul réalise une très bonne saison à nouveau, ratant tout de même 20 matchs à cause d'une blessure à l'épaule. Il fait toujours partie des meilleurs meneurs de la Ligue, en témoignent ses rangs de numéro 1 aux passes (10,7 par match) et aux interceptions (2,5 par match) qui permettent aux Clippers d'atteindre la 3e place de la Conférence Ouest. Ils réalisent par la même occasion, le record de victoires de la franchise (57 victoires) et remportent à nouveau le titre de champion de la division Pacifique.
Dans un 1er tour compliqué, face aux Warriors de Golden State de Stephen Curry, CP3 mène son équipe au 2e tour, au bout d'un 7e match remporté à Los Angeles. Paul finit cette ultime rencontre avec 22 pts, 14 passes décisives et 4 interceptions pour seulement 2 balles perdues.
Lors de la demi-finale de Conférence, contre le Thunder d'Oklahoma City de Kevin Durant et Russell Westbrook, Chris Paul réalise de bons matchs mais les Clippers s'inclinent lors du match numéro 5 à la suite de deux pertes de balles et d'une faute de Chris Paul, en fin de match, qui met alors OKC en position de force lors du 6e match. Les Clippers et leur meneur Chris Paul ne pourront hélas redresser la barre lors du 6e match et doivent laisser filer le Thunder en finale de Conférence contre les Spurs de San Antonio.
Chris Paul termine ces playoffs 2014 avec des statistiques dignes du meneur et dans la droite lignée de ces statistiques de saison : 19,8 points, 10,4 passes décisives ainsi que 2,8 interceptions par match.

##### Saison 2014-2015
Le 3 novembre 2014, il est le premier joueur à réaliser un triple-double lors de la saison, avec 13 points, 10 rebonds et 12 passes décisives lors de la victoire des siens contre le Jazz de l'Utah. C'est son premier triple-double depuis son arrivée chez les Clippers. Sa dernière réalisation d'une telle performance date des playoffs 2011. En playoffs 2015, il marque le tir de la victoire contre les Spurs de San Antonio dans une série qui se termine par une victoire 4-3 pour les Clippers.

#### Rockets de Houston (2017-2019)
Le 28 juin 2017, Paul est transféré chez les Rockets de Houston en échange de Patrick Beverley, Sam Dekker, Montrezl Harrell, Darrun Hilliard, DeAndre Liggins, Lou Williams, Kyle Wiltjer, un futur premier tour de draft et une somme d'argent.

#### Thunder d'Oklahoma City (2019-2020)
Le 12 juillet 2019, il est transféré au Thunder d'Oklahoma City en échange de Russell Westbrook.

#### Suns de Phoenix (2020-2023)
Le 16 novembre 2020, il est transféré avec Abdel Nader aux Suns de Phoenix en échange de Ricky Rubio, Kelly Oubre, Ty Jerome, Jalen Lecque et un premier tour de draft 2022. Il emmène Phoenix en finales NBA, ses premières après 16 ans de carrière au terme d'un match 6 contre les Clippers de Los Angeles durant lequel il inscrit 41 points à 16 sur 24 au tir et fait 8 passes décisives.
Lors du marché des agents libres de 2021, CP3 re-signe avec les Suns pour un contrat de 120 millions de dollars sur quatre ans.

#### Warriors de Golden State (2023-2024)
En juin 2023, Chris Paul est transféré avec Landry Shamet vers les Wizards de Washington en échange de Bradley Beal. Quelques jours plus tard, il est transféré aux Warriors de Golden State contre Jordan Poole, Ryan Rollins, et un premier et second tour de draft.
Contraint à un rôle de sixième homme et victime de nombreuses blessures, Chris Paul réalise la moins bonne saison statistique de sa carrière.

#### Spurs de San Antonio (2024-2025)
Coupé par les Warriors, il rejoint fin juin 2024 les Spurs de San Antonio pour un an et 11 millions de dollars.
En décembre, Paul devient le deuxième meilleur passeur de l'histoire de la NBA, dépassant les 12 091 passes décisives de Jason Kidd.

#### Retour aux Clippers (depuis 2025)
Pour son ultime saison, Chris Paul retourne aux Clippers de Los Angeles pour une saison et 3,6 millions de dollars.

### Carrière internationale

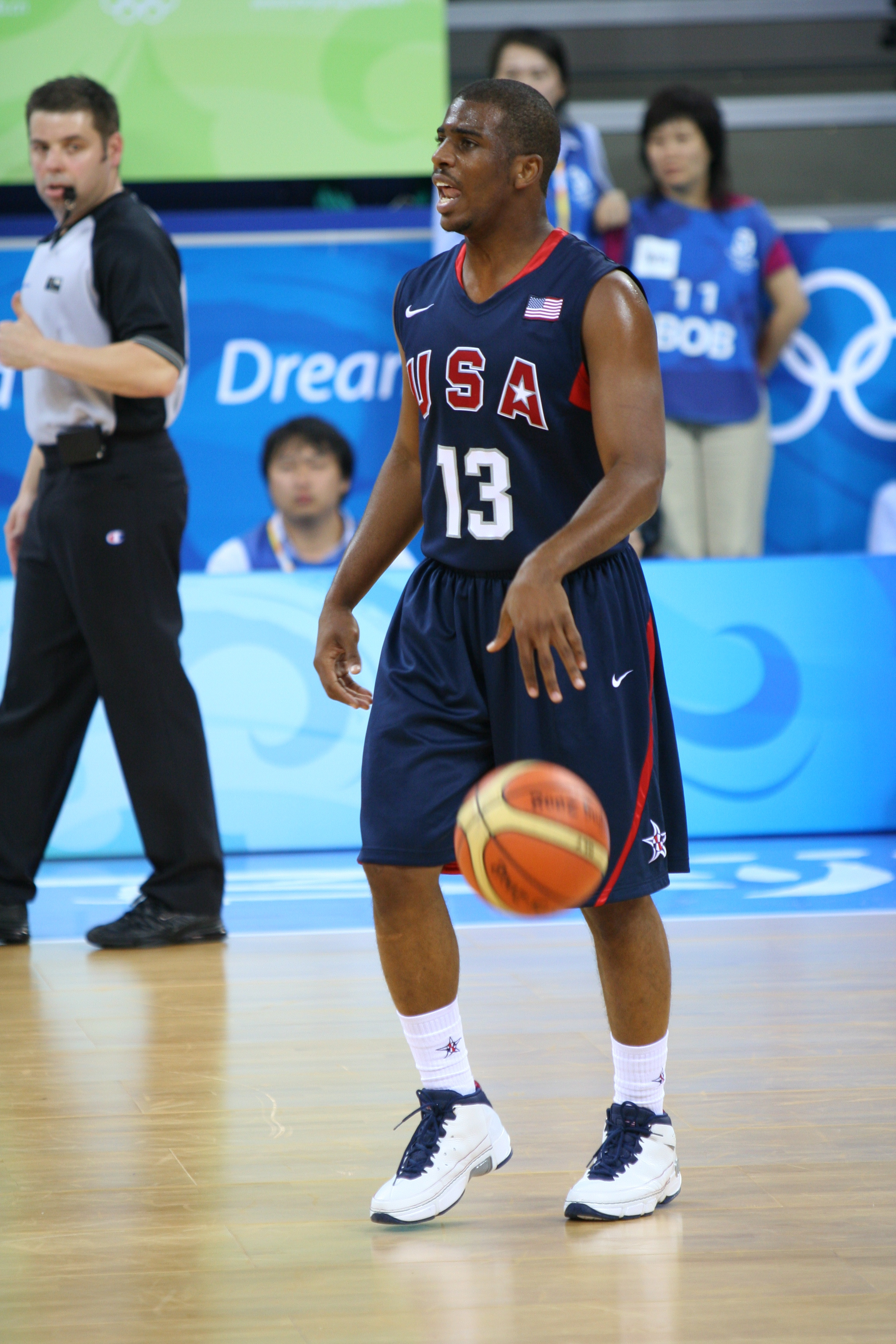
Chris Paul sous le maillot de la sélection américaine lors des Jeux olympiques d'été de 2008

Chris Paul découvre la sélection américaine lors de sélections de jeunes. Ainsi, en 2002, il fait partie de la USA Youth Development Festival East Team. Il fait ensuite partie de la sélection qui obtient, en 2004, la qualification des États-Unis pour le championnat du monde des jeunes qui se déroule l'année suivante.
Nommé en mars 2006 pour figurer dans l'équipe USA Basketball, l'équipe nationale américaine, Paul fait ses débuts avec celle-ci le 4 août 2006 dans un match amical contre Porto Rico. Après avoir obtenu la qualification de la sélection américaine lors d'un tournoi de qualification, il participe au championnat du monde 2006. Les Américains, après une défaite 101 à 93 face à la Grèce en demi-finale, termine à la troisième place. Les statistiques de Paul dans cette compétition sont de 7,0 points, 4,9 passes (ses 44 passes constituent le meilleur total d'un Américain lors d'une phase finale de championnat du monde) et 1,9 interception.
Il participe aux Jeux olympiques d'été de 2008 avec l'équipe américaine et devient champion olympique en battant l'Espagne en finale. Lors de cette finale, il réalise 13 points et 5 passes en 24 minutes,. Ses statistiques sur la compétition sont de 8 points, 3,6 rebonds, 4,1 passes (quatrième de la compétition). Il présente un temps de jeu plus important que Jason Kidd bien que celui-ci soit le meneur titulaire du fait de son expérience.
Il représente de nouveau la sélection américaine lors des Jeux olympiques d'été de 2012 avec les États-Unis et participe à la conservation du titre en battant à nouveau l'Espagne en finale. En jouant 33 minutes au cours de ce match indécis, il réalise 11 points, 2 passes et 3 interceptions. À une minute du terme, alors que son équipe mène de 9 points, il scelle les minces espoirs espagnols en dribblant Pau Gasol avant de finir par un layup à la fin de la possession des 24 secondes. Son temps de jeu sur cette rencontre est le deuxième de l'équipe des États-Unis, derrière Kevin Durant.
En juin 2021, il annonce qu'il ne participera pas aux Jeux olympiques d'été de 2021 avec les États-Unis.

## Clubs NBA
- 2005-2011 :  Hornets de La Nouvelle-Orléans
- 2011-2017 :  Clippers de Los Angeles
- 2017-2019 :  Rockets de Houston
- 2019-2020 :  Thunder d'Oklahoma City
- 2020-2023:  Suns de Phoenix
- 2023-2024:  Warriors de Golden State
- 2024-2025 :  Spurs de San Antonio

## Statistiques

### Universitaires
Les statistiques de Chris Paul en matchs universitaires sont les suivantes :
| Saison    | Équipe      | Matchs | Titul. | Min./m | % Tir | % 3pts | % LF | Rbds/m. | Pass/m. | Int/m. | Ctr/m. | Pts/m. |
| --------- | ----------- | ------ | ------ | ------ | ----- | ------ | ---- | ------- | ------- | ------ | ------ | ------ |
| 2003-2004 | Wake Forest | 31     | 31     | 33,6   | 49,6  | 46,5   | 84,3 | 3,26    | 5,90    | 2,71   | 0,39   | 14,84  |
| 2004-2005 | Wake Forest | 32     | 32     | 33,4   | 45,1  | 47,4   | 83,4 | 4,53    | 6,62    | 2,38   | 0,03   | 15,25  |
| Carrière  | Carrière    | 63     | 63     | 33,5   | 47,2  | 47,0   | 83,8 | 3,90    | 6,27    | 2,54   | 0,21   | 15,05  |

### Professionnelles

#### Saison régulière
| Recrue/rookie de la saison | Leader de la ligue |

gras = ses meilleures performances
Les statistiques de Chris Paul en saison régulière de NBA sont les suivantes :
| Saison        | Équipe              | Matchs | Titul. | Min./m | % Tir | % 3pts | % LF | Rbds/m. | Pass/m. | Int/m. | Ctr/m. | Pts/m. |
| ------------- | ------------------- | ------ | ------ | ------ | ----- | ------ | ---- | ------- | ------- | ------ | ------ | ------ |
| 2005-2006     | La Nouvelle-Orléans | 78     | 78     | 36,0   | 43,0  | 28,2   | 84,7 | 5,13    | 7,83    | 2,24   | 0,08   | 16,13  |
| 2006-2007     | La Nouvelle-Orléans | 64     | 64     | 36,8   | 43,7  | 35,0   | 81,8 | 4,38    | 8,89    | 1,84   | 0,05   | 17,25  |
| 2007-2008     | La Nouvelle-Orléans | 80     | 80     | 37,6   | 48,8  | 36,9   | 85,1 | 4,01    | 11,56   | 2,71   | 0,05   | 21,05  |
| 2008-2009     | La Nouvelle-Orléans | 78     | 78     | 38,5   | 50,3  | 36,4   | 86,8 | 5,54    | 11,04   | 2,77   | 0,13   | 22,83  |
| 2009-2010     | La Nouvelle-Orléans | 45     | 45     | 38,1   | 49,3  | 40,9   | 84,7 | 4,24    | 10,67   | 2,13   | 0,18   | 18,69  |
| 2010-2011     | La Nouvelle-Orléans | 80     | 80     | 36,0   | 46,3  | 38,8   | 87,8 | 4,09    | 9,78    | 2,35   | 0,06   | 15,85  |
| 2011-2012*    | L.A. Clippers       | 60     | 60     | 36,3   | 47,7  | 37,1   | 86,1 | 3,55    | 9,05    | 2,52   | 0,07   | 19,82  |
| 2012-2013     | L.A. Clippers       | 70     | 70     | 33,4   | 48,1  | 32,8   | 88,5 | 3,74    | 9,69    | 2,41   | 0,14   | 16,94  |
| 2013-2014     | L.A. Clippers       | 62     | 62     | 35,0   | 46,7  | 36,8   | 85,5 | 4,32    | 10,69   | 2,48   | 0,06   | 19,11  |
| 2014-2015     | L.A. Clippers       | 82     | 82     | 34,8   | 48,5  | 39,8   | 90,0 | 4,59    | 10,22   | 1,90   | 0,18   | 19,07  |
| 2015-2016     | L.A. Clippers       | 74     | 74     | 32,7   | 46,2  | 37,1   | 89,6 | 4,19    | 9,97    | 2,05   | 0,18   | 19,54  |
| 2016-2017     | L.A. Clippers       | 61     | 61     | 31,5   | 47,6  | 41,1   | 89,2 | 5,02    | 9,25    | 1,95   | 0,13   | 18,10  |
| 2017-2018     | Houston             | 58     | 58     | 31,8   | 46,0  | 38,0   | 91,9 | 5,40    | 7,88    | 1,66   | 0,24   | 18,64  |
| 2018-2019     | Houston             | 58     | 58     | 32,0   | 41,9  | 35,8   | 86,2 | 4,57    | 8,16    | 1,97   | 0,31   | 15,62  |
| 2019-2020     | Oklahoma City       | 70     | 70     | 31,5   | 48,9  | 36,5   | 90,7 | 4,99    | 6,74    | 1,59   | 0,16   | 17,60  |
| 2020-2021     | Phoenix             | 70     | 70     | 31,4   | 49,9  | 39,5   | 93,4 | 4,46    | 8,89    | 1,41   | 0,27   | 16,41  |
| 2021-2022     | Phoenix             | 65     | 65     | 32,9   | 49,3  | 31,7   | 83,7 | 4,35    | 10,80   | 1,86   | 0,31   | 14,74  |
| 2022-2023     | Phoenix             | 59     | 59     | 32,0   | 44,0  | 37,5   | 83,1 | 4,25    | 8,88    | 1,54   | 0,37   | 13,88  |
| 2023-2024     | Golden State        | 58     | 18     | 26,4   | 44,1  | 37,1   | 82,7 | 3,88    | 6,78    | 1,21   | 0,10   | 9,19   |
| 2024-2025     | San Antonio         | 82     | 82     | 28,0   | 42,7  | 37,7   | 92,4 | 3,61    | 7,38    | 1,26   | 0,27   | 8,82   |
| Carrière      | Carrière            | 1354   | 1314   | 33,7   | 47,0  | 37,0   | 87,1 | 4,42    | 9,23    | 2,01   | 0,16   | 16,99  |
| All-Star Game | All-Star Game       | 11     | 4      | 24,7   | 52,5  | 46,8   | 85,7 | 3,91    | 11,64   | 2,36   | 0,00   | 12,18  |

Note: * Cette saison a été réduite de 82 à 66 matchs en raison du Lock out.

Dernière modification le 20 avril 2025

#### Playoffs
Les statistiques de Chris Paul en playoffs de NBA sont les suivantes :
| Saison   | Équipe              | Matchs | Titul. | Min./m | % Tir | % 3pts | % LF  | Rbds/m. | Pass/m. | Int/m. | Ctr/m. | Pts/m. |
| -------- | ------------------- | ------ | ------ | ------ | ----- | ------ | ----- | ------- | ------- | ------ | ------ | ------ |
| 2008     | La Nouvelle-Orléans | 12     | 12     | 40,5   | 50,2  | 23,8   | 78,5  | 4,92    | 11,25   | 2,33   | 0,17   | 24,08  |
| 2009     | La Nouvelle-Orléans | 5      | 5      | 40,2   | 41,1  | 31,2   | 85,7  | 4,40    | 10,40   | 1,60   | 0,00   | 16,60  |
| 2011     | La Nouvelle-Orléans | 6      | 6      | 41,7   | 54,5  | 47,4   | 79,6  | 6,67    | 11,50   | 1,83   | 0,00   | 22,00  |
| 2012     | L.A. Clippers       | 11     | 11     | 38,4   | 42,7  | 33,3   | 87,2  | 5,09    | 7,91    | 2,73   | 0,09   | 17,64  |
| 2013     | L.A. Clippers       | 6      | 6      | 37,3   | 53,3  | 31,6   | 89,2  | 4,00    | 6,33    | 1,83   | 0,00   | 22,83  |
| 2014     | L.A. Clippers       | 13     | 13     | 36,3   | 46,7  | 45,7   | 77,4  | 4,23    | 10,38   | 2,85   | 0,00   | 19,77  |
| 2015     | L.A. Clippers       | 12     | 12     | 37,1   | 50,3  | 41,5   | 94,1  | 4,42    | 8,75    | 1,83   | 0,25   | 22,08  |
| 2016     | L.A. Clippers       | 4      | 4      | 31,3   | 48,7  | 30,0   | 100,0 | 4,00    | 7,25    | 2,25   | 0,00   | 23,75  |
| 2017     | L.A. Clippers       | 7      | 7      | 37,2   | 49,6  | 36,8   | 87,9  | 5,14    | 9,86    | 1,71   | 0,14   | 25,29  |
| 2018     | Houston             | 15     | 15     | 34,5   | 45,9  | 37,4   | 83,0  | 5,93    | 5,80    | 2,00   | 0,27   | 21,13  |
| 2019     | Houston             | 11     | 11     | 36,1   | 44,6  | 27,0   | 84,4  | 6,36    | 5,45    | 2,18   | 0,64   | 17,00  |
| 2020     | Oklahoma City       | 7      | 7      | 37,3   | 49,1  | 37,2   | 88,5  | 7,43    | 5,29    | 1,57   | 0,43   | 21,29  |
| 2021     | Phoenix             | 20     | 20     | 34,2   | 49,7  | 44,6   | 87,7  | 3,50    | 8,60    | 1,20   | 0,20   | 19,20  |
| 2022     | Phoenix             | 13     | 13     | 34,4   | 56,1  | 38,8   | 94,6  | 4,20    | 8,30    | 1,50   | 0,20   | 17,50  |
| 2023     | Phoenix             | 7      | 7      | 35,8   | 41,8  | 32,1   | 50,0  | 5,00    | 7,40    | 1,70   | 0,70   | 12,40  |
| Carrière | Carrière            | 149    | 149    | 36,5   | 48,4  | 37,3   | 85,4  | 4,90    | 8,30    | 1,90   | 0,20   | 20,00  |

Dernière modification le 2 juin 2023

## Palmarès et distinctions

### Palmarès

Chris Paul en novembre 2013.

#### Sélection nationale
- Médaillé d'or aux Jeux olympiques d'été de 2012 à Londres.
- Médaille d'or aux Jeux olympiques d'été de 2008 à Pékin.
- Médaille de bronze au championnat du monde 2006 au Japon

#### En NBA
- Champion de la Conférence Ouest en 2021 avec les Suns de Phoenix.
- Champion de la division Sud-Ouest en 2008 avec les Hornets de la Nouvelle-Orléans et 2018, 2019 avec les Rockets de Houston.
- Champion de la division Pacifique en 2013, 2014 avec les Clippers de Los Angeles et 2021, 2022 avec les Suns de Phoenix.

### Distinctions personnelles
- Premier joueur dans l’histoire de la NBA a inscrire 20 000 points et faire 10 000 passes décisives.
- NBA All-Star Game Most Valuable Player Award en 2013.
- Rookie de l'année 2006[9].
- NBA All-Rookie First Team en 2006[9].
- 4 fois All-NBA First Team en 2008, 2012, 2013 et 2014[14].
- 5 fois All-NBA Second Team en 2009[14], 2015, 2016, 2020 et 2021.
- 2 fois All-NBA Third Team en 2011 et 2022[14].
- 8 fois All-NBA Defensive First Team en 2009, 2012, 2013 et 2014[15]2015, 2016 , 2017
- 2 fois All-NBA Defensive Second Team en 2008 et 2011[15].
- 12 sélections au NBA All-Star Game en 2007 , 2008, 2009, 2010, 2011, 2012, 2013, 2014, 2015, 2016, 2020, 2021 et en 2022.
- Participation au Rookie Challenge en 2006 et 2007 (en tant que rookie puis en tant que sophomore).
- Recordman du nombre de matchs consécutifs à au moins 1 interception : 108[15].
- Joueur ayant été le plus de fois meilleur intercepteur NBA avec 6 fois au total, et plus grand nombre de titres consécutifs avec 4[60].
- 5 fois meilleur passeur NBA avec des moyennes de passes par match de 11,6 en 2008, 11,0 en 2009, 10,69 en 2014 et 10,8 en 2022[61].
- Meilleur intercepteur NBA en 2008 (2,71 interceptions par match), en 2009 (2,77), 2011 (2,37), 2012 (2,53), 2013 (2,41) et 2014 (2,48).
- Joueur ayant réalisé le plus grand nombre d'interceptions sur une saison en 2006 (175), 2008 (217), 2009 (216), 2011 (187) et 2012 (152) [62].
- Joueur ayant donné le plus de passes décisives sur une saison en 2008 (925) et 2009 (861)[63].
- Best Breakthrough Athlete ESPY Award en 2006.
- Rookie du mois de la Conférence Ouest en novembre, décembre, janvier, février, mars et avril de la saison 2005-2006[9].
- 7 fois joueur du mois de la Conférence Ouest[64].
- 10 fois joueur de la semaine de la Conférence Ouest.
- Recordman du nombre de double-doubles consécutifs sur un début de saison en points-passes : 13[65].

## Records NBA

### Records sur une rencontre
Les records personnels de Chris Paul en NBA sont les suivants, :
| Type de statistique        | Saison régulière | Saison régulière         | Saison régulière | Playoffs | Playoffs                  | Playoffs      |
| Type de statistique        | Record           | Adversaire               | Date             | Record   | Adversaire                | Date          |
| -------------------------- | ---------------- | ------------------------ | ---------------- | -------- | ------------------------- | ------------- |
| Points                     | 43               | 2 fois                   | 2 fois           | 41       | 2 fois                    | 2 fois        |
| Paniers marqués            | 18               | @ Suns de Phoenix        | 6 février 2008   | 16       | @ Clippers de Los Angeles | 30 juin 2021  |
| Paniers tentés             | 33               | @ Suns de Phoenix        | 6 février 2008   | 25       | @ Spurs de San Antonio    | 8 mai 2008    |
| Paniers à 3 points réussis | 7                | Nuggets de Denver        | 7 avril 2023     | 8        | 2 fois                    | 2 fois        |
| Paniers à 3 points tentés  | 12               | @ Nets de Brooklyn       | 2 novembre 2018  | 10       | Jazz de l'Utah            | 8 mai 2018    |
| Lancers francs réussis     | 19               | Warriors de Golden State | 3 novembre 2012  | 12       | Mavericks de Dallas       | 22 avril 2008 |
| Lancers francs tentés      | 20               | Warriors de Golden State | 3 novembre 2012  | 14       | Mavericks de Dallas       | 22 avril 2008 |
| Rebonds offensifs          | 4                | 3 fois                   | 3 fois           | 3        | 4 fois                    | 4 fois        |
| Rebonds défensifs          | 12               | Mavericks de Dallas      | 16 décembre 2006 | 11       | 2 fois                    | 2 fois        |
| Rebonds totaux             | 13               | Clippers de Los Angeles  | 6 janvier 2022   | 13       | Lakers de Los Angeles     | 24 avril 2011 |
| Passes décisives           | 21               | @ Lakers de Los Angeles  | 6 novembre 2007  | 17       | Mavericks de Dallas       | 22 avril 2008 |
| Interceptions              | 9                | Mavericks de Dallas      | 20 février 2008  | 5        | 7 fois                    | 7 fois        |
| Contres                    | 3                | @ Kings de Sacramento    | 11 décembre 2019 | 2        | 3 fois                    | 3 fois        |
| Balles perdues             | 8                | Kings de Sacramento      | 17 novembre 2018 | 8        | @ Spurs de San Antonio    | 17 mai 2012   |
| Minutes jouées             | 51               | @ Nets du New Jersey     | 9 février 2011   | 48       | Spurs de San Antonio      | 19 mai 2008   |

- Double-double : 591 (dont 55 en playoffs)
- Triple-double : 21 (dont 3 en playoffs)

Dernière mise à jour : 25 février 2025

### Records en carrière
- Record NBA du nombre de matches consécutifs avec au moins une interception (108 matches d'affilée du 13 avril 2007 au 23 décembre 2008)[20].

## Salaires
| Année       | Équipe                   | Salaire       |
| ----------- | ------------------------ | ------------- |
| 2005-2006   | Hornets                  | 3 144 240 $   |
| 2006-2007   | Hornets                  | 3 380 160 $   |
| 2007-2008   | Hornets                  | 3 615 960 $   |
| 2008-2009   | Hornets                  | 4 574 189 $   |
| 2009-2010   | Hornets                  | 13 520 500 $  |
| 2010-2011   | Hornets                  | 14 940 153 $  |
| 2011-2012   | Clippers                 | 16 359 805 $  |
| 2012-2013   | Clippers                 | 17 779 458 $  |
| 2013-2014   | Clippers                 | 18 668 431 $  |
| 2014-2015*  | Clippers                 | 20 068 563 $  |
| 2015-2016   | Clippers                 | 21 468 696 $  |
| 2016-2017   | Clippers                 | 22 868 827 $  |
| 2017-2018   | Houston                  | 24 599 495 $  |
| 2018-2019   | Houston                  | 35 654 150 $  |
| 2019-2020   | Oklahoma City            | 38 506 482 $  |
| 2020-2021   | Suns de Phoenix          | 41 358 814 $  |
| 2021-2022   | Suns de Phoenix          | 30 800 000 $  |
| Total Gains | Total Gains              | 331 307 923 $ |
| 2022-2023   | Suns de Phoenix          | 28 400 000 $  |
| 2023-2024   | Warriors de Golden State | 30 800 000 $  |
| 2024-2025   | Spurs de San Antonio     | 10 400 000 $  |

Note : * Pour la saison 2014-2015, le salaire moyen d'un joueur évoluant en NBA est de 4 500 000 $.

## Style de jeu
Chris Paul est un meneur-passeur. Il est l'un des tout meilleurs passeurs de la ligue. Il a aussi un tir fiable à mi-distance ou à 3 points. Paul est un excellent intercepteur avec sa lecture du jeu et sa rapidité, ce qui explique ses nombreuses sélections dans les NBA All-Defensive Team. Chris Paul est aussi un excellent dribbleur, il manie la balle particulièrement bien ce qui lui permet d'accéder à la raquette facilement et de délivrer de très bonnes passes à ses coéquipiers. Par ailleurs, il ne perd que très peu de ballons par match. Chris Paul est un joueur très compétiteur. Mais il n'est pas moins un joueur respectueux, très souvent apprécié par ses pairs et ses adversaires.
Il est considéré par nombreux spécialistes comme l'un des meilleurs meneurs de la ligue, ce qui se traduit par une présence dans le meilleur cinq de la NBA, All-NBA Team, lors de la saison 2007-2008, puis dans le deuxième cinq la saison suivante, dans le troisième cinq en saison 2010-2011 car tronquée par une blessure à la mi-saison mais revient dans le meilleur cinq NBA lors de la saison 2011-2012. Il est à nouveau présent dans le meilleur cinq NBA lors de la saison 2012-2013. La saison suivante, il récidive pour une 3e année consécutive au sein du meilleur cinq NBA, tout en étant dans la meilleure équipe défensive de la Ligue.

## Divers
- Quand il était Freshman, Paul apportait avec lui la nécrologie de son grand-père à chaque match.[réf. nécessaire]
- Chris Paul et Bobby Jackson ont offert 100 nouveaux vélos aux enfants les plus défavorisés d'Oklahoma City ainsi que de La Nouvelle-Orléans durant l'été 2006.[réf. nécessaire]
- C'est un grand fan de bowling, il possède ses propres chaussures et sa propre boule de bowling. Il sert de porte-parole pour le Congrès américain de bowling[70].
- Chris Paul est sur la couverture du jeu NBA 2K8.
- Chris Paul et LeBron James sont de très bons amis. Paul a d'ailleurs déclaré qu'il considérait James comme son frère.
- Chris Paul et Deron Williams sont également de très bons amis.
- Chris Paul apparaît sur le clip de la chanson Rest of My Life de David Guetta, Ludacris et Usher sorti en 2012.
- Chris Paul fait une apparition dans un épisode de la 4e saison de la série Jessie sur Disney Channel.
- Chris Paul apparait dans un épisode de Scooby-Doo & Compagnie.

## Pour approfondir